# (4833) Meges
(4833) Meges es un asteroide perteneciente a los asteroides troyanos de Júpiter descubierto el 8 de enero de 1989 por Carolyn Jean S. Shoemaker desde el observatorio del Monte Palomar, Estados Unidos.

## Designación y nombre
Meges se designó al principio como 1989 AL2.
Más adelante, en 1991, recibió su nombre de Meges, un personaje de la mitología griega.

## Características orbitales
Meges está situado a una distancia media del Sol de 5,246 ua, pudiendo alejarse hasta 5,727 ua y acercarse hasta 4,764 ua. Su inclinación orbital es 34,69 grados y la excentricidad 0,09174. Emplea 4388 días en completar una órbita alrededor del Sol.

## Características físicas
La magnitud absoluta de Meges es 8,9. Tiene 87,33 km de diámetro y un periodo de rotación de 14,25 horas. Se estima su albedo en 0,0531.